# Zelotes iriomotensis
Zelotes iriomotensis är en spindelart som beskrevs av Takahide Kamura 1994. Zelotes iriomotensis ingår i släktet Zelotes och familjen plattbuksspindlar. Inga underarter finns listade i Catalogue of Life.

## Bildgalleri

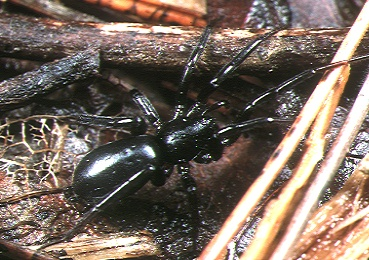